# 西川貴教のバーチャル知事
『西川貴教のバーチャル知事』（にしかわたかのりのバーチャルちじ）は、BSJapanextで2022年3月28日から2024年6月29日まで放送されたバラエティ番組。西川貴教が、仮想世界の知事として、地域の課題を取り上げる内容である。

## 概要
本業は歌手である西川が「地域創生」を掲げて番組架空の役職「バーチャル知事」に就任し、日本の地方が抱える諸課題に対し、有識者ゲストらとの「地域創生会議」や現地視察等を通して解決策を立案、提言する。
取り上げられる議題はバーチャルではなく、現実の地域が抱えている実際の課題である。また、全てが西川の出身地で「ふるさと観光大使」を務める滋賀県の課題であるが（後述）、他の地域でも参考にしたり、地元に愛着や誇りを持ってもらえるようにしたりする内容で、バーチャル知事がどの県の知事であるのかは特に明言していない。
2022年3月28日～2022年12月26日までは月曜21:00～22:00に放送していたが、2023年1月2日の2時間スペシャル内で、2023年1月21日から土曜21:00～22:00に放送枠を移動することが発表された。2023年7月2日より、BSJapanextの21時台を全てゴルフ関連番組で通す改編が行われ、7月8日放送分より本番組は土曜22:00～23:00へ放送枠が移動になった。また、現地視察で交流の生まれた滋賀県の民放局・びわ湖放送が、2023年9月8日より番組販売ネットを開始。。
2024年6月22日の放送の最後に、同29日の放送をもって最終回となることが発表された。特段総集編的内容回も組まれずに、最後のロケ放送時に終了の挨拶をしたのみで終了となった。

## 出演
- バーチャル知事：西川貴教
- 秘書：松永安奈[4]
- ナレーション：近藤サト

### 「地域創生会議」メンバー
議論点の提案を主に行う「顧問」と、テーマ毎の専門家役「地域創世のプロ」の２名体制を取っている。
- 嶋田俊平
- 三浦瑠麗[5]
- 村松知木
- 山谷拓志
- 生田裕規
- デービッド・アトキンソン
- 飯田泰之
- 川村憲一
- 酒井湧輔
- 深井鉄平
- 廣瀬俊朗
- 渡邊知
- 平原依文
- 中島みき
- 原久美子
- 齋藤順一
- 櫻井崇仁
- 通山茂之
- 小川尚志
- 瀬尾泰弘
- 松本百加里
- 森戸香奈子

## 議題
| 回       | 放送日          | 議題                                                                                                   | 地域創生会議メンバー                                                                     | 備考 |
| -------- | --------------- | --- | ---------------------------------------------------------------------------------------- | --- |
| 1        | 2022年3月28日   | |                                                                                          | 生放送 |
| 2        | 4月4日          | ボートレースびわこ に若者や女性など新たな客層を取り入れるにはどうすれば良いか？                        | 三浦瑠麗、嶋田俊平                                                                       | |
| 3        | 4月11日         | 近江八幡市 八幡堀の景観を10年、20年後も守っていくには？                                                | 三浦瑠麗、嶋田俊平                                                                       | |
| 4        | 4月18日         | 絶景列車の信楽高原鐵道に観光客を呼びこむには？                                                         | 嶋田俊平、村松知木                                                                       | |
| 5        | 4月25日         | 米原市に若者移住者を増やすには？                                                                       | 嶋田俊平、村松知木                                                                       | |
| 6        | 5月2日          | プロバスケットチーム「滋賀レイクスターズ」建設費100億円の専用アリーナ、試合以外の活用法は？            | 村松知木、山谷拓志                                                                       | |
| 7        | 5月9日          | 甲賀市の工芸品信楽焼 大物ろくろ職人を増やすには？                                                      | 三浦瑠麗、他                                                                             | |
| 8        | 5月16日         | （現地視察ロケ ボートレースびわこ）                                                                    |                                                                                          | |
| 9        | 5月23日         | （〃 北びわ湖大花火大会）                                                                              |                                                                                          | |
| 10       | 5月30日         | 栗東市の森林資源をビジネスとして活かすには                                                             | 生田裕規、デービッド・アトキンソン                                                       | |
| 11       | 6月6日          | 歓楽街からイメチェンを果たしたおごと温泉さらなる集客アップのためにどうすればよいか                     | 飯田泰之、生田裕規                                                                       | |
| 12       | 6月13日         | 野球・日本海オセアンリーグ・滋賀GOブラックス全国的な認知度を高めるにはどうすれば良いか？               | 飯田泰之、山谷拓志                                                                       | 西川、松永らが公式アプリなチャットに参加 |
| 13       | 6月20日         | 高島市 道の駅「藤樹の里あどがわ」 新規客を増やすためにはどうすれば良いか？                             | 川村憲一、酒井勇輔                                                                       | |
| 14       | 6月27日         | 反響のあったアノ議題をもう一度スペシャル（#6 滋賀レイクスターズ回の再放送）                            |                                                                                          | |
| 15       | 7月4日          | 最もインパクトがあったあの議題をもう一度スペシャル（#10 栗東市の森林資源回の再放送）                   |                                                                                          | |
| 16       | 7月11日         | 比叡山鉄道「坂本ケーブル」第2の収入源（運賃以外）を確保するのはどうすれば良いか？                      | 三浦瑠麗、嶋田俊平                                                                       | |
| 17       | 7月18日         | （新企画・故郷名物発掘プロジェクト）                                                                   | 嶋田俊平、深井鉄平                                                                       | 地場産品の生産者とテレビ電話を繋ぎ、都内のアンテナショップ「ここ滋賀」で今後販売する商品を紹介。スタジオ出演者が販売戦略などを提案する               |
| 18       | 7月25日         | 滋賀県に女子ラグビー文化が 根付くにはどうしたらよいか？                                                | 廣瀬俊朗、山谷拓志                                                                       | |
| 19       | 8月1日          | 近江舞子水泳場・マナー悪化でゴミだらけのBBQ場、美しい砂浜を維持するには？                              | 嶋田俊平、村松知木、渡邊知                                                               | |
| 20       | 8月8日          | 東近江市 外国人移住者がより住みやすい環境づくりはどうすれば良いのか？                                  | 平原依文、中島みき                                                                       | |
| 21       | 8月15日         | 現地視察スペシャル(1) 比叡山坂本ケーブル                                                               |                                                                                          | |
| 22       | 8月22日         | 〃(2) おごと温泉旅館                                                                                   |                                                                                          | |
| 23       | 8月30日         | 〃(3) 道の駅・藤樹の里あどかわ                                                                         |                                                                                          | |
| 24       | 9月5日          | 〃(4) びわこ成蹊スポーツ大学                                                                           |                                                                                          | |
| 25       | 9月12日         | 西川知事主催「イナズマロックフェス」をより良いフェスにするには？                                       | 飯田泰之、原久美子                                                                       | |
| 26       | 9月19日         | （滋賀名産品発掘プロジェクト 第二弾）                                                                  | 嶋田俊平、深井鉄平                                                                       | |
| 27       | 9月26日         | 琵琶湖に浮かぶ竹生島 かつての景観を取り戻すために資金集めをどうしたら良いか？                          | 村松知木、齋藤順一                                                                       | |
| 28       | 10月3日         | 飲食業界を盛り上げるため滋賀にキッチンカーを普及させるにはどうすれば良いか？                           | 飯田泰之、櫻井崇仁                                                                       | |
| 29       | 10月10日        | サラダパンのように愛される新たなご当地パンを開発するにはどうすれば良いか？                             | 通山茂之、小川尚志                                                                       | |
| 30       | 10月17日        | コロナ禍で客が激減してしまった黒壁スクエア（長浜市）客足を取り戻すためにはどんな街作りをすれば良いか。 | 村松知木、渡邊知                                                                         | |
| 31       | 10月24日        | （滋賀県名産品発掘プロジェクト プレイバック）                                                          | 嶋田俊平、深井鉄平                                                                       | |
| 32       | 10月31日        | （滋賀県名産品発掘プロジェクト 第三弾）                                                                | 瀬尾泰弘、深井鉄平                                                                       | |
| 33       | 11月7日         | 琵琶湖レジャーに来る人のマナー違反行為を抑えるにはどうしたら良いか？                                   | 平原依文、松本百加里                                                                     | |
| 34       | 11月14日        | 琵琶湖を一望できる「箱館山スキー場」冬の利用客を再び増やすにはどうすれば良いか？                       | 村松知木、青木優                                                                         | |
| 35       | 11月21日        | 現地視察スペシャル第3弾 (1)黒壁スクエア                                                                |                                                                                          | |
| 36       | 11月28日        | 〃 (2)グランエレメント                                                                                 |                                                                                          | |
| 37       | 12月5日         | 〃 (3)竹生島                                                                                           |                                                                                          | |
| 38       | 12月12日        | 〃 (4)つるやパン                                                                                       |                                                                                          | |
| 39       | 12月19日        | 滋賀県知事指定伝統工芸品「近江下田焼」新しい販路を開拓するにはどうすれば良いか？                       | 村松知木、森戸香奈子                                                                     | |
| 40       | 12月26日        | （もう一度見たい！滋賀県視察ロケスペシャル）                                                           |                                                                                          | |
| 41       | 2023年1月2日    | （超豪華！滋賀県人大集結２時間スペシャル）                                                             | 松田宣浩、JP、深井鉄平、原口あきまさ（冒頭のみ）、三日月大造（最終パートのみ）           | 滋賀県出身の松田とJPに、番組が過去に取り上げたテーマのダイジェストと収録時点での最新取り組み内容をプレゼンする内容                                   |
| 42       | 1月21日         | 松田宣浩＆JPに西川知事が発掘した滋賀の名産品を紹介しちゃいますスペシャル                               | 松田宣浩、JP、深井鉄平、原口あきまさ（冒頭のみ）                                         | 新春スペシャルの延長戦 |
| 43       | 1月28日         | 「道の駅塩津街道あぢかまの里」が重点道の駅になるにはどうしたら良いか？                                 | 平原依文、渡邊知                                                                         | |
| 44       | 2月4日          | 「スヤキ」を滋賀のソウルフードとして全国に広めるにはどうしたら良いか？                                 | 通山茂之、小川尚志                                                                       | |
| 45       | 2月11日         | 47都道府県アンテナショップ現地視察 (1)滋賀・福井編                                                     | 深井鉄平（ここ滋賀でのロケ中に村松知木が偶然参加）                                       | |
| 46       | 2月18日         | （ふるさと名物発掘プロジェクト第４弾）                                                                 | 嶋田俊平、深井鉄平                                                                       | |
| 47       | 2月25日         | 現地視察スペシャル第4弾 (1)福井県敦賀駅前otta                                                          | 嶋田俊平、深井鉄平                                                                       | |
| 48       | 3月4日          | 〃 (2)長浜市長対談                                                                                     | 浅見宣義（長浜市長）                                                                     | |
| 49       | 3月11日         | 〃 (3)草津市長対談                                                                                     | 橋川渉（草津市長）                                                                       | |
| 50       | 3月18日         | 〃 (4)ボートレースびわこ                                                                               |                                                                                          | |
| 51       | 3月25日         | 石破茂議員と滋賀県の問題を考える                                                                       | 石破茂、平原依文                                                                         | |
| 52       | 4月1日          | 観光協会プロジェクト (1)長浜市・高島市                                                                 | 飯田泰之                                                                                 | |
| 53       | 4月8日          | 47都道府県アンテナショップ現地視察(2)石川編・離島百貨店                                                | 村松知木                                                                                 | |
| 54       | 4月15日         | 観光協会プロジェクト(2)栗東市～現地視察第5弾(1)近江高校                                                | 飯田泰之（観光協会パートのみ）、平原依文（現地視察パートのみ）                           | 近江高校吹奏楽部の卒部式に部員には知らせずに参加 |
| 55       | 4月22日         | 現地視察第5弾(2)しがキレイプロジェクト                                                                 | 平原依文                                                                                 | 京都信用金庫膳所支店で市民参加清掃活動について議論                                                                                                   |
| 56       | 4月29日         | 現地視察第5弾(3)しがアスリートフード創作会議                                                           | 平原依文                                                                                 | びわこ成蹊スポーツ大学で滋賀県発祥のアスリート向けフード開発について議論                                                                             |
| 57       | 5月6日          | 現地視察第5弾(4)平和堂アル・プラザ彦根                                                                 | 平原依文                                                                                 | |
| (欠番)   | 5月13日         | （東京視察編の総集編）                                                                                 |                                                                                          | （西川知事体調不良のため再編集版を放送） |
| 58       | 5月20日         | #しが防災プロジェクト                                                                                  | 平原依文                                                                                 | 三井住友海上滋賀支社との共同で発足させる会議 |
| 59       | 5月27日         | 観光協会プロジェクト(2)大津市・彦根市                                                                  | 嶋田俊平                                                                                 | （番組ラストパートで西川貴教によるZepp Shinjukuこけら落とし公演の模様も紹介）                                                                        |
| 60       | 6月3日          | 47都道府県アンテナショップ現地視察(3)奈良編・日本百貨店                                                | 村松知木                                                                                 | |
| 61       | 6月10日         | 観光協会プロジェクト(2)高島市                                                                          | 嶋田俊平                                                                                 | （番組後半で総集編パートを挿入） |
| 62       | 6月17日         | （グルメランキング）                                                                                   |                                                                                          | （ロケを中心に西川知事の食いつき度でベスト10を紹介）                                                                                                 |
| 63       | 6月24日         | 現地視察第6弾(1)#しが防災プロジェクト                                                                  | 平原依文                                                                                 | 三井住友海上滋賀支店大津支社で現状と今後の取り組みについて議論                                                                                       |
| 64       | 7月1日          | 現地視察第6弾(2)バーチャル知事教育委員会・滋賀県のスポーツ教育を考える                                 | 平原依文                                                                                 | びわこ成蹊スポーツ大学で部活動の地域移行問題などを議論                                                                                               |
| 65       | 7月8日          | 現地視察第6弾(3)#しがキレイプロジェクト                                                                | 平原依文                                                                                 | 近江舞子BBQ場で清掃活動と改善策を議論 |
| 66       | 7月15日         | 現地視察第6弾(4)新敦賀市長対談                                                                         | 平原依文、米澤光治（敦賀市長）                                                           | 敦賀市と滋賀県湖北エリアとの連携を議論 |
| 67       | 7月22日         | 東京視察 大王製紙本社                                                                                  | 平原依文                                                                                 | #えがおにタッチPROJECT に関する議論 |
| 68       | 8月5日          | 東京視察 Ankerフロンタウン生田                                                                         | 平原依文                                                                                 | スポーツクラブが地域に提案する街づくり事例 |
| 69       | 8月12日         | バーチャル知事教育委員会・外国人移住者の教育問題を考える                                               | 平原依文、児玉大輔                                                                       | 2022年8月8日OA分で議論した「東近江市の外国人移住者」を受けて教育問題に絞って議論                                                                     |
| 70       | 8月19日         | 滋賀県のふるさと納税について考えよう                                                                   | 村松知木、森杉育生                                                                       | |
| 71       | 8月26日         | 東京視察 三井住友海上本社                                                                              | 平原依文                                                                                 | #しが防災プロジェクト を受けて損害保険会社の新たな役割について議論                                                                                   |
| 72       | 9月2日          | （敦賀視察プレイバック）                                                                               |                                                                                          | （第47回放送・敦賀駅前otta視察と、第66回放送・敦賀市長対談のダイジェスト）                                                                           |
| 73       | 9月9日          | 47都道府県アンテナショップ現地視察(4)岐阜編・新潟編                                                    | 村松知木                                                                                 | 日比谷OKUROJI内の岐阜トーキョーとNIIGATA1〇〇を視察                                                                                                  |
| 74       | 9月16日         | 現地視察第7弾(1)三日月大造県知事と特別対談                                                             | 平原依文、三日月大造                                                                     | 番組で取り組んだ #しがキレイプロジェクト #しが防災プロジェクト を報告                                                                                |
| 75       | 9月30日         | 現地視察第7弾(2)教育委員会・子供たちの運動遊びと教育                                                   | 平原依文                                                                                 | 安田祐治氏が提唱する安田式体育遊び研究所と遊具開発販売のエール株式会社を訪問                                                                         |
| 76       | 10月7日         | （イナズマロックフェス開催特別編・草津市プレイバック）                                                 |                                                                                          | 草津市長との対談回（第49回）と、ふるさと納税についての議論回（第70回）の再編集                                                                       |
| 77       | 10月14日        | 現地視察第7弾(3)彦根市長対談                                                                           | 和田裕行（彦根市長）                                                                     | |
| 78       | 10月21日        | 現地視察第7弾(4)#しがの森プロジェクト                                                                  |                                                                                          | 栗東市で国内開発・生産によるキャンプ用品ブランド・グリンゲートを手掛ける有限会社オンディーヌを訪問                                                   |
| 79       | 10月28日        | 47都道府県アンテナショップ現地視察(5)富山編・福島編                                                    | 平原依文                                                                                 | 日本橋とやま館と日本橋ふくしま館を視察 |
| 80       | 11月4日         | バーチャル知事教育委員会・部活動地域移行問題を考える                                                   | 平原依文、大橋悠依                                                                       | 過去にも議論した部活動地域移行やアスリートフード開発について議論                                                                                     |
| 81       | 11月11日        | 琵琶湖汽船とコラボ、宮城県石巻市を盛り上げたい！                                                       | 平原依文、高畑哲平                                                                       | 琵琶湖汽船からの番組とのコラボ依頼と、「宮城県石巻市をビジネスで盛り上げたい」というKDDIウェブコミュニケーションズからの依頼の2本を放送              |
| 82       | 11月18日        | 教育委員会・スポーツ庁課長と部活動地域移行問題を考える                                                 | 平原依文、橋田裕                                                                         | |
| 83       | 11月25日        | （再放送：米原市に若者移住者を増やすには）                                                             | 嶋田俊平、村松知木                                                                       | （2022年4月25日OA分の再放送） |
| 84       | 12月2日         | （イナズマロックフェス視察＆ほいけんたとトーク）                                                       | 平原依文、ほいけんた（後半パートのみ）                                                   | 前半は秘書松永・顧問平原によるイナズマロックフェス2023最終日のフリーエリアロケ、後半は西川貴教の歌まねでブレイクした芸人・ほいけんたとトーク         |
| 85       | 12月9日         | 沖縄県現地視察(1)人材育成で地方創生するIT企業                                                          | 平原依文、比屋根隆（レキサス社長）                                                       | 沖縄県の株式会社レキサスや琉球frogsを訪問し様々な課題解決法を議論                                                                                    |
| 86       | 12月16日        | 沖縄県現地視察(2)世界遺産中城城跡で観光戦略会議                                                        | 平原依文、原口達樹、五十嵐秀典（北中城村観光協会）                                       | |
| 87       | 12月23日        | 滋賀・京都現地視察(1)琵琶湖汽船                                                                        |                                                                                          | 「琵琶湖を堪能できる新たなクルーズを企画したい！」という依頼で議論                                                                                   |
| 88       | 12月30日        | （再放送：絶景列車の信楽高原鐵道に観光客を呼びこむには？）                                             | 嶋田俊平、村松知木                                                                       | （第4回放送分の編集再放送） |
| 89       | 2024年1月6日    | 滋賀・京都現地視察(2)株式会社丸長食品                                                                  | 金井長光（代表取締役社長）                                                               | |
| 90       | 1月13日         | 滋賀・京都現地視察(3)文化庁と考えるバーチャル知事観光戦略会議                                          | 山下信一郎（文化庁監査官）                                                               | 文化庁京都庁舎を訪問し、(1)滋賀県の文化財の魅力をもっと広めたい(2)京都に訪れた観光客を滋賀に呼ぶ方法のテーマで議論                                   |
| 91       | 1月20日         | 滋賀・京都現地視察(4)総合近江牛商社                                                                    |                                                                                          | |
| 92       | 1月27日         | 子ども食堂の運営と課題を考える                                                                         | 今井了介                                                                                 | 子ども食堂を持続的に運営するための取り組みについて議論                                                                                               |
| 93       | 2月3日          | オファー企画・観光地の集客について                                                                     | 村松知木、平原依文、安部勝也（観光庁）                                                   | 滋賀県守山市の観光活性化についてDAVID LAYER社からの提案と、村松持ち込みの秩父地域おもてなし観光公社の成功事例について議論                            |
| 94       | 2月10日         | バーチャル知事教育委員会・アントレプレナーシップ教育を考える                                           | 平原依文、和仁裕之（内閣府）、西台耕平（文部科学省）                                     | 国が現時点で進めてきた施策を見た上で、立命館小学校・立命館大学での実践例をたたき台にして議論                                                         |
| 95       | 2月17日         | （再放送・滋賀県に女子ラグビー文化を根付かせるためには？）                                             | 廣瀬俊朗、山谷拓志                                                                       | （第18回放送分の再放送） |
| 96       | 2月24日         | #しが防災プロジェクト第2弾                                                                             | 平原依文、松浦秀明（三井住友海上）、篠原理絵（三井住友海上）                             | 防災・減災のための宮城県での取り組みから議論 |
| 97       | 3月2日          | コラボ企画2連発                                                                                        | 平原依文、渡辺英明（若桜町長）、時岡壮太（株式会社DEKITA）、寺﨑秀嗣（三友通商株式会社） | 福井県若桜町の観光客誘致戦略、物流の2024年問題への取り組みについて議論                                                                               |
| 98       | 3月9日          | 村松顧問持ち込み企画                                                                                   | 村松知木、伊藤和真（材光工務店）、岩崎啓介（NPO法人ウェルメント）                        | 長浜市の観光面での活性化について、障がい者就労支援サービスについて議論                                                                               |
| 99       | 3月16日         | （2023年度反響が大きかったランキング）                                                                 | 村松知木                                                                                 | |
| 100      | 3月23日         | 宮城県石巻市視察(1)                                                                                    | 平原依文                                                                                 | 石巻市かわまち交流センターで3人の女性起業家と議論 |
| 100      | 3月30日         | 宮城県石巻市視察(2)                                                                                    | 平原依文                                                                                 | 震災遺構門脇小学校の視察と、石巻市の観光問題議論の2本立て                                                                                            |
| 102      | 4月6日          | （再放送・石破茂議員と滋賀県の問題を考える）                                                           | 石破茂、平原依文                                                                         | （第51回放送分の編集再放送） |
| 103・104 | 4月13日 4月20日 | 福井県若狭町視察                                                                                       | 時岡壮太（株式会社DEKITA）、渡辺英朗（若狭町長）                                         | 熊川宿の古民家を再生したシェアオフィス・旅館・ボディビルジムや山座熊川などの取り組みを紹介                                                           |
| 105      | 4月27日         | 顧問持ち込み企画                                                                                       | 平原依文、嶋田修平                                                                       | ふくおかフィナンシャルグループの中小企業振興の取り組みと、JR東日本「沿線まるごとホテル」プロジェクトを紹介                                           |
| 106      | 5月4日          | 滋賀県企業からの依頼を議論                                                                             | 平原依文、村松知木                                                                       | 「琵琶湖のマリンアクティビティを活性化したい」ヤンマーサンセットアリーナ運営会社のセイレイ興産と議論、番組終盤は「サラダパン」新商品開発の続報も紹介 |
| 107      | 5月11日         | （プレイバック・平和堂アル・プラザ彦根視察）                                                           | 平原依文                                                                                 | （第57回放送分の編集再放送） |
| 108      | 5月18日         | 滋賀県長浜市に観光客を呼ぶには                                                                         | 平原依文、村松知木                                                                       | 北陸新幹線敦賀開業の恩恵を受けるべく長浜観光協会とリモート会議                                                                                       |
| 109・110 | 5月25日 6月1日  | 埼玉県秩父市視察                                                                                       | 村松知木、井上正幸（秩父地域おもてなし観光公社事務局長）                                 | 秩父地域おもてなし観光公社DMOの取り組みを視察 |
| 111      | 6月8日          | 福岡県視察前編                                                                                         | 平原依文                                                                                 | 三友通商株式会社の物流センターで物流2024年問題への取り組みを視察                                                                                     |
| 112      | 6月15日         | 福岡県視察後編                                                                                         | 平原依文                                                                                 | ふくおかフィナンシャルグループの地域企業バックアップへの取り組みを視察                                                                               |
| 113      | 6月22日         | 滋賀県視察前編                                                                                         |                                                                                          | 守山市のDAVID TAILOR本社を視察 |
| 114      | 6月29日         | 滋賀県視察後編                                                                                         |                                                                                          | 烏丸半島に2028年に完成予定の複合型人工サーフィン施設を建設するJPF社の事業内容を視察                                                                  |

※特に但書きのないものは西川知事、松永秘書も出演。2023年9月23日は特別編成のため放送を休止。

## 番組販売ネット局
- びわ湖放送（2023年9月8日 - 2024年6月28日、金曜13:00 - 14:00）

## エピソード
- 「ボートレースびわこ」「北びわ湖大花火大会」では後日、現地視察が実視された。このうちボートレースでは番組提案の「和式だったトイレの改修」や「券売機のキャッシュレス化」が実現に向け進捗していると施設側担当者から報告され、花火大会では無観客のプレ開催ながら、西川の楽曲に合わせ花火が打ち上がる演目「稲妻イグナイト」が実施された。
- 2022年6月13日の第13回放送中に、放送局公式アプリ「つながるジャパネット」のリアルタイムコメント（チャット欄）に、西川知事と松永秘書が書き込み視聴者と交流した[6]。後日番組スタッフから、書き込み件数などの具体的指標は示されなかったものの「開局以来最大の反響があった」と報告された[注釈 1]。
- 2022年8月22日、Twitterに番組公式アカウント（@virtualchiji）が開設された[7]。
- 2023年7月8日の第65回放送の取材時に、びわこ放送の番組「金曜オモロしが」出演の小西あゆ香・黒川彩子も合流し、同番組向けの取材も行われ当該パートは7月14日の番組で放送された[8]。
- 2024年1月、本放送局と同時期に開局したBS松竹東急とBSよしもとの3局共同で特別番組を制作するのに伴い、本放送局からは西川が同番組にゲスト出演し、吉本新喜劇のメンバーやプロ野球球団・オリックス・バファローズの選手と共演した[9]。